# قرقیزکی
قرقیزکی (انگلیسی: Kirgizki) یک شهرک در شهرستان دیورتیورلینسکی در استان باشقیرستان کشور روسیه است.